# حوضه ساختاری
| سپر سکو کوه‌زایی حوضه ساختاری ایالت آذرین بزرگ پوسته کش‌آمده | پوسته اقیانوسی: ۲۰–۰ میلیون سال ۶۵–۲۰ میلیون سال >۶۵ میلیون سال |

حوضه ساختاری (انگلیسی: Structural basin) به تشکیلات زمین‌شناسی ساختاری بزرگ‌مقیاس چینه‌های سنگی گفته می‌شود که بر اثر تاب‌برداشتن وو چین‌خوردگی زمین‌ساختی چینه‌های مسطح پدید آمده است. حوضه‌های ساختاری فرورفتگی‌های زمین‌شناسی هستند که شکل معکوس گنبدها به‌شمار می‌روند. برخی از حوضه‌های ساختاری دراز و کشیده به‌نام ناودیس نیز شناخته می‌شوند. حوضه ساختاری ممکن است نوعی حوضه رسوبی نیز باشد که مجل انباشته‌شدن رسوبات جمع‌شده در یک منطقه است، با این وجود برخی حوضه‌های رسوبی در مدت زمان طولانی پس نهشته‌شدن لایه رسوبی و بر اثر رویدادهای تکتونیکی پدید آمده‌اند.
حوضه‌های ساختاری در نقشه‌های زمین‌شناسی به‌شکل تقریباً دایره‌ای یا بیضوی و با لایه‌های هم‌مرکز مشخص می‌شوند. این حوضه‌ها اغلب به‌عنوان منابع مهم زغال سنگ، نفت خام و آب‌های زیرزمینی به‌شمار می‌روند.